# Kindled Courage
Kindled Courage (Brasil: O Valente ) é um filme de faroeste norte-americano de 1923, dirigido por William Worthington e estrelando Hoot Gibson. O seu estado de conservação é classificado como desconhecido, o que sugere ser um filme perdido.

## Elenco
- Hoot Gibson como Andy Walker
- Beatrice Burnham como Betty Paxton
- Harold Goodwin como Hugh Paxton
- Harry Tenbrook como Sid Garrett
- J. Gordon Russell como Xerife (creditado como James Gordon Russell)
- Russ Powell como Marshal (creditado como J. Russell Powell)
- Al Hart como Overland Pete (creditado como Albert Hart)